# Robert Calméjane
Robert Calméjane, né le 19 mai 1929 à Paris où il est mort le 10 décembre 2002, est une personnalité politique française.

## Biographie
Il commence sa carrière dans l'industrie automobile, notamment chez Simca où il est secrétaire général de la Confédération générale des syndicats indépendants de 1953 à 1958, date à laquelle elle devient la Confédération des syndicats libres, outil du patronat de contrôle des salariés et de lutte contre la CGT, et proche du mouvement gaulliste.
Devenu administrateur de sociétés, il est maire de Villemomble de 1964 à 1977 et de 1983 jusqu'à sa démission en 2001, son fils Patrice Calméjane étant alors élu par le conseil municipal.
Aux élections législatives de 1967, il est battu par la gauche dans sa circonscription, mais retrouve son siège aux élections anticipées de l'année suivante,.
Il est battu aux législatives de 1973 par le maire PCF de Noisy-le-Sec Roger Gouhier avec 54,32 % des voix puis aux élections municipales de 1977 par le jeune candidat PS Jean-Paul Maitrias.
Il est élu sénateur de la Seine-Saint-Denis le 28 septembre 1986, réélu le 24 septembre 1995.
Il est mort le 10 décembre 2002 à Paris,.
Il est surnommé le « Taureau de Villemomble ».

## Mandats
- Conseiller municipal de Romainville de 1953 à[6] ?
- Député de la Seine (43e circ) (UNR) de 1958 à 1962
- Député de la Seine-Saint-Denis (5e circ. (UDR) de 1968 à 1973
- Sénateur de la Seine-Saint-Denis de 1986 à 2002
- Conseiller général de la Seine-Saint-Denis (canton de Villemomble) de 1970 à 1988,
- Maire de Villemomble de 1964 à 1977 et de 1983 à 1999[6]
- Conseiller régional[6]